# Négyzetgyök
A matematikában a négyzetgyökvonás egy egyváltozós matematikai művelet, a négyzetre (második hatványra) emelés megfordítása (inverze). A gyökvonás azon esete, amikor {\displaystyle n=2}.
Az {\displaystyle a} szám négyzetgyökének jele: {\displaystyle {\sqrt {a}}}
A négyzetre emelés függvénye nem kölcsönösen egyértelmű leképezés, hiszen {\displaystyle a}-nak és {\displaystyle -a}-nak ugyanúgy {\displaystyle a^{2}} a négyzete. A négyzetgyökvonás művelete így nem lenne egyértelmű, emiatt a (valós) négyzetgyök definíciójakor kikötik, hogy az eredmény legyen nemnegatív.
A racionális törtkitevős hatványozás definíciójának segítségével a négyzetgyök úgy is írható, mint ½-dik hatvány:
{\displaystyle {\sqrt {a}}=a^{\frac {1}{2}}}
A négyzetgyökvonás egy olyan művelet, ami átvezet a komplex számokhoz, mivel a negatív valós számoknak nincs valós négyzetgyökük. A racionális számok közül csak azoknak a négyzetgyöke lesz racionális, melyek felírhatók két négyzetszám hányadosaként. Így például a {\displaystyle {\sqrt {2}}} is irracionális, melyet már az ókorban bebizonyítottak.
A gyökjel a kis r betűből alakult ki, a jobb ág meghosszabbításával. A 16. században jelent meg. Eredetileg az r betűt a latin radix szó rövidítéseként a radikandus elé írták. Ha a radikandus bonyolultabb kifejezés volt, akkor zárójelbe tették. Így használta még Gauss is.
A négyzetgyök angol nevéből származik a sok programnyelvben használt sqrt jelölés.

## Definíció a valós számok halmazán
Ha a nem negatív valós szám, akkor a négyzetgyökén azt a szintén nemnegatív számot értjük, aminek a négyzete a:
{\displaystyle b={\sqrt {a}}\quad \iff \quad b^{2}=a,\ a\geq 0,\ b\geq 0}
A valós számok halmazán negatív számokra nincs értelmezve a négyzetgyökvonás, hiszen bármely valós szám négyzete nemnegatív.

## A valós négyzetgyökfüggvény

A négyzetgyökfüggvény grafikonja

Kettős logaritmikus ábrázolásban a négyzetgyökfüggvény grafikonja egy 1/2 meredekségű egyenes

Azt a függvényt, ami a nemnegatív számokhoz a négyzetgyöküket rendeli, négyzetgyökfüggvénynek szoktuk nevezni:
{\displaystyle f:\ \mathbb {R} \setminus \mathbb {R} ^{-}\to \mathbb {R} \qquad x\mapsto {\sqrt {x}}}
Ekvivalensen, jelölje q azt a függvényt, ami a valós számokhoz a négyzetüket rendeli. Ha ezt leszűkítjük a nemnegatív számokra, akkor inverze a négyzetgyökfüggvény lesz:
{\displaystyle {\begin{aligned}q\colon [0;\infty {[}&\rightarrow [0;\infty {[}\\x&\mapsto y=x^{2}\end{aligned}}}
A valós számokon értelmezett négyzetre emelés függvény nem injektív és nem szürjektív, így nem invertálható függvény. A nemnegatív számokon értelmezett négyzetre emelés függvény viszont invertálható, inverze a négyzetgyökfüggvény. Mivel a nemnegatív számokon értelmezett négyzetre emelés függvény értékkészlete csak nemnegatív számokat tartalmaz, azért a négyzetgyök csak ezekre a számokra értelmezhető. A korlátozás miatt a négyzetgyökfüggvény értékei sem negatívak. A négyzetre emelés függvénynek más invertálható korlátozásai is vannak, ám ezek inverzét nem tekintjük négyzetgyökfüggvénynek.
A négyzetgyökfüggvény a pozitív számok halmazán differenciálható, deriváltja
{\displaystyle {\frac {\mathrm {d} {\sqrt {x}}}{\mathrm {d} x}}={\frac {1}{2{\sqrt {x}}}}}.
Nullában ellenben nincs deriváltja; a grafikon érintője itt függőleges.
Értelmezési tartományának minden {\displaystyle [a,b]} zárt intervallumán Riemann-integrálható, és egy primitív függvénye
{\displaystyle F(x)={\tfrac {2}{3}}\cdot ({\sqrt {x}})^{3}}.

### Tulajdonságai
- Mind értelmezési tartománya, mind értékkészlete a nemnegatív valós számok halmaza:

{\displaystyle D_{f}=R_{f}=\mathbb {R} _{0}^{+}}
- Szigorúan monoton növekvő, azaz:

{\displaystyle x_{1}<x_{2}:\quad {\sqrt {x_{1}}}<{\sqrt {x_{2}}}}
- Zérushelye: x=0
- Szélsőérték:
  - Minimuma: x=0, f(x)=0
  - Maximuma nincs
- Paritás szempontjából nem páros és nem páratlan, hiszen negatív számokra nincs is értelmezve.

## Példák
| Radikandus | Négyzetgyök |     | Radikandus | Négyzetgyök |
| ---------- | ----------- | --- | ---------- | ----------- |
| 1          | 1           | 121 | 11         |             |
| 4          | 2           | 144 | 12         |             |
| 9          | 3           | 169 | 13         |             |
| 16         | 4           | 196 | 14         |             |
| 25         | 5           | 225 | 15         |             |
| 36         | 6           | 256 | 16         |             |
| 49         | 7           | 289 | 17         |             |
| 64         | 8           | 324 | 18         |             |
| 81         | 9           | 361 | 19         |             |
| 100        | 10          | 400 | 20         |             |

## Számolás négyzetgyökökkel
A négyzetgyökös kifejezésekkel való számolás tulajdonságai következnek a nem negatív valós számok négyzetének tulajdonságaiból:
- {\displaystyle {\sqrt {a\cdot b}}={\sqrt {a}}\cdot {\sqrt {b}}}, ha {\displaystyle a\geq 0,b\geq 0}
- {\displaystyle {\sqrt {a\cdot b}}={\sqrt {-a}}\cdot {\sqrt {-b}}}, ha {\displaystyle a\leq 0,b\leq 0}
- {\displaystyle 0\leq a<b\;\Longleftrightarrow \;0\leq {\sqrt {a}}<{\sqrt {b}}}, mivel a négyzetgyökfüggvény szigorúan monoton nő.
- {\displaystyle {\sqrt {a^{2}}}=|a|} tetszőleges a valós számra.
- ellenben {\displaystyle ({\sqrt {a}})^{2}=a} csak akkor teljesül, ha a nem negatív

## A négyzetgyökvonással kapcsolatos problémák
- I.) Irracionális egyenletek:

Egyismeretlenes irracionális egyenleteknek nevezünk minden olyan algebrai egyenletet, ahol egyes algebrai kifejezések gyökjel alatt állnak.
- II.) Négyzetgyökvonás negatív valós számból:

Azokat a számokat, melyeket úgy kapunk, hogy egy valós negatív előjelű valós számból vonunk négyzetgyököt, imaginárius számoknak nevezzük. A komplex számok két fő részből tevődnek össze: egy képzetes (imaginárius) számból és egy valós számból.

## Komplex négyzetgyökfüggvény

A komplex négyzetgyökvonás szögfelezést tartalmaz. Példa:

A komplex négyzetre emelés a valóshoz hasonlóan nem injektív; azonban a valós esettel ellentétben szürjektív, azaz minden komplex szám előáll négyzetként. Leszűkítéssel injektívvé tehető. Ennek inverz függvénye a négyzetgyökfüggvény egy ága, ami függ az adott leszűkítéstől.
A négyzetgyökfüggvény főértéke abból az ágból adódik, amit a
{\displaystyle D_{H}:=\{x+\mathrm {i} \,y\in \mathbb {C} \mid y>0{\text{ vagy }}(y=0,{\text{ }}x\geq 0)\}}
tartományra leszűkített négyzetre emelés definiál. Ez a leszűkítés már bijektív, és inverze, a négyzetgyökvonás főága az egész komplex számsíkon értelmezhető. Az egyetlen mellékág {\displaystyle -{\sqrt {z}}.}
A Descartes-koordinátákkal adott {\displaystyle z=x+{\rm {iy}}} komplex szám esetén, ahol {\displaystyle x}, {\displaystyle y} valósak, a főérték
{\displaystyle {\sqrt {z}}={\sqrt {x+{\rm {iy}}}}={\sqrt {\tfrac {|z|+x}{2}}}+\mathrm {i} \cdot \operatorname {sgn^{+}} (y)\cdot {\sqrt {\tfrac {|z|-x}{2}}}}
ahol a {\displaystyle \operatorname {sgn^{+}} } függvény értéke nempozitív {\displaystyle y} esetén  −1. 
{\displaystyle {\text{sgn}}^{+}(y)={\begin{cases}+1&{\text{ ha }}y\geq 0\\-1&{\text{ ha }}y<0\end{cases}}}
Polárkoordinátákkal a művelet egyszerűbben elvégezhető. Legyen a radikandus a {\displaystyle z} komplex szám, melynek polárkoordinátás alakja 
{\displaystyle z=r\cdot {\rm {e^{\mathrm {i} \varphi },}}}
ahol {\displaystyle \varphi } és {\displaystyle r} valósak úgy, hogy {\displaystyle r>0} és {\displaystyle -\pi <\varphi \leq \pi }! Ekkor a főérték:
{\displaystyle w_{1}={\sqrt {r}}\cdot {\rm {e^{\mathrm {i} \varphi /2}}}}
és a mellékérték ennek mínusz egyszerese:
{\displaystyle w_{2}={\sqrt {r}}\cdot {\rm {e^{\mathrm {i} (\varphi /2+\pi )}}}}
A négyzetgyökök abszolútértéke a radikandus abszolútértékének négyzetgyöke. A főérték argumentuma a radikandus argumentumának fele. A mellékérték az origóra való tükrözéssel adódik. Ha {\displaystyle z=x+\mathrm {i} \,y} komplex szám, akkor argumentuma az {\displaystyle \angle (EOZ)} szög, ahol a pontok valós koordinátái {\displaystyle E(1;0),} az egy valós szám, {\displaystyle O(0;0)} a nulla valós szám és {\displaystyle Z(x;y)}.
A komplex számokra nem teljesül az
{\displaystyle (a\cdot b)^{r}=a^{r}\cdot b^{r}\qquad \qquad \qquad \qquad \qquad \qquad \quad {\text{(P)}}} hatványtörvény, hogyha {\displaystyle r=1/2} és {\displaystyle a,b\in \mathbb {C} }. Ez megmutatható az {\displaystyle a=b=:z} esetben:
{\displaystyle {\sqrt {z^{2}}}=\left({\sqrt {z}}\right)^{2},}
ahonnan  az {\displaystyle \left({\sqrt {z}}\right)^{2}=z} azonosság miatt 
{\displaystyle {\sqrt {z^{2}}}=z}
amire a negatív számok ellenpéldák. Ha például {\displaystyle z=-1}, akkor {\displaystyle (-1)^{2}=1} és {\displaystyle \arg(1)=0} miatt {\displaystyle {\sqrt {(-1)^{2}}}} főértékének argumentuma {\displaystyle \arg({\sqrt {1}})=0/2=0}, holott {\displaystyle -1} főértékének argumentuma {\displaystyle \arg(-1)=\pi }.
Mivel pozitív radikandusok esetén a főértéknek pozitívnak kell lennie, így a példa azt is megmutatja, hogy nem létezhet olyan komplex gyökfüggvény, amelyre a hatványtörvény teljesül. Azonban a hatványtörvény teljesül, ha a két oldalon nem kell egyezniük az előjeleknek. A következő képeken {\displaystyle z} és a {\displaystyle w_{1}} négyzetgyök argumentumát színezés jelöli.

Komplex négyzetgyök
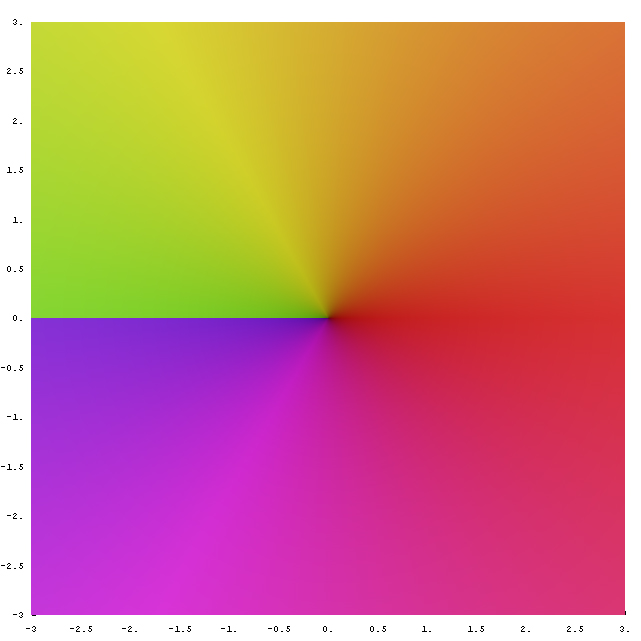
A négyzetgyök egyik ága
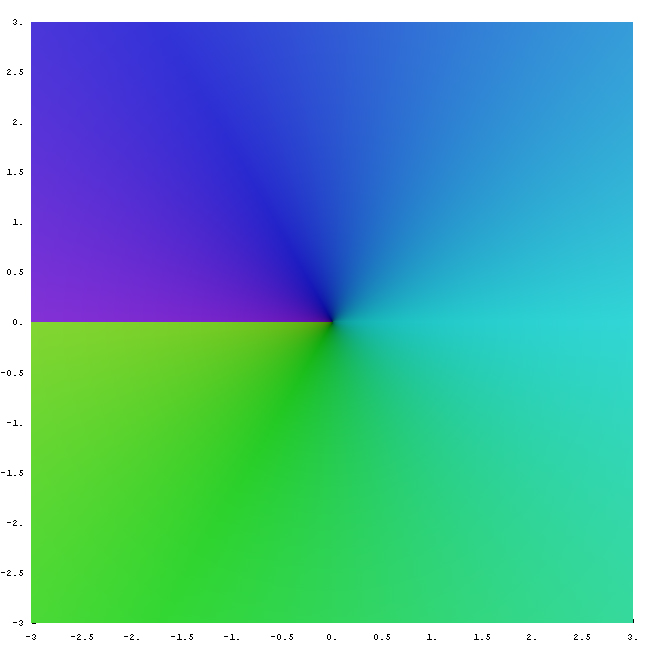
A négyzetgyök másik ága
A négyzetgyökfüggvény Riemann-felülete megmutatja, hogyan mennek át egymásba az ágak

## Számítása
A valós és a komplex számok négyzetgyöke többféleképpen is kiszámítható.

### Valós számok
Ha a szám nem írható fel két négyzetszám hányadosaként, akkor a négyzetgyöke irracionális még akkor is, ha a szám egész. Ennek kiszámítása azt jelenti, hogy tetszőleges pontossággal megközelíthető.
- Írásbeli gyökvonás: az írásbeli osztáshoz hasonló eljárás.

A szám jegyeit hátulról kezdve párokba osztja. Az első csoport adja a négyzetgyök első jegyét. A továbbiakban sorra figyelembe veszi a következő jegypárokat, és az (a + b)2 = a2 + 2ab + b2 azonosság alapján számol, ahol az a szám a már meglevő közelítés, és b a következő keresett számjegy.
- Intervallumok egymásba skatulyázása: könnyen érthető, de nehezen kivitelezhető módszer.

Példa: négyzetgyök kettő kiszámítása:
12 < 2 és 22 > 2 miatt az első jegy 1. 1,42 = 1,96 < 2 és 1,52 = 2,25 > 2, ezért a második jegy 4. Az eljárás hasonlóan folytatódik.
- Heron-eljárás vagy babilóniai módszer: a Newton-eljárás alkalmazása az x2 - a függvényre. Gyors konvergenciája miatt számológépek programozására használják.
- A négyzetgyökfüggvény 1 körüli Taylor-sorba fejthető a binomiális tétel szerint. A sor minden | x | < 1-re konvergens:

{\displaystyle {\begin{aligned}{\sqrt {x+1}}&=1+\sum _{n=1}^{\infty }{(-1)^{n+1}(2n-2)! \over n!\;(n-1)!\;2^{2n-1}}x^{n}\\&=1+{\frac {1}{2}}x-{\frac {1}{8}}x^{2}+{\frac {1}{16}}x^{3}-{\frac {5}{128}}x^{4}\pm \dots \end{aligned}}}
- CORDIC-algoritmus a gépi számításokhoz
- Grafikus módszer: a Pitagorasz-tételen alapszik

Az x számot felmérjük a számegyenesre, és Thalész-kört szerkesztünk a [0,x] szakaszra. 1-ben merőlegest állítunk a számegyesre; ez négyzetgyök x hosszú szakaszt metsz ki a körívből.

### Komplex számok
Ha {\displaystyle z=x+iy} a valós és a képzetes részével van megadva, akkor a négyzetgyök főértéke
{\displaystyle {\sqrt {z}}={\sqrt {x+iy}}=\operatorname {sgn} (y){\sqrt {\tfrac {|z|+x}{2}}}+i\cdot {\sqrt {\tfrac {|z|-x}{2}}}}
ahol sgn(y) a szignumfüggvény.
Az egyetlen mellékág a {\displaystyle -{\sqrt {z}}}.
A polárkoordinátákban adott {\displaystyle z=|z|\cdot \mathrm {e} ^{\mathrm {i} \cdot (\arg(z)+2n\pi )}} négyzetgyökei így számíthatók:
{\displaystyle {\sqrt {z}}={\sqrt {|z|}}\mathrm {e} ^{\mathrm {i} \left(\arg(z)/2+n\pi \right)},}
ahol n = 0 vagy 1. A főérték az n = 0 esetnek felel meg.
Geometriailag, a négyzetgyökök abszolútértéke megegyezik az adott komplex szám abszolútértékének négyzetgyökével, és a főérték argumentuma az adott komplex szám argumentumának fele. A másik érték ennek a középpontosan szimmetrikus párja.
Egy z komplex szám argumentuma az (1,0,z) irányított szög.
Példaként keressük a {\displaystyle z=-1+\mathrm {i} \,{\sqrt {3}}.} komplex szám négyzetgyökét. Ehhez kiszámítjuk az abszolútértékét:
{\displaystyle |z|=\left|-1+\mathrm {i} {\sqrt {3}}\right|={\sqrt {(-1)^{2}+({\sqrt {3}})^{2}}}={\sqrt {1+3}}={\sqrt {4}}=2}
Tehát a főérték
{\displaystyle {\begin{aligned}w_{1}&={\sqrt {\tfrac {2+(-1)}{2}}}+\mathrm {i} \cdot \operatorname {sgn^{+}} ({\sqrt {3}})\cdot {\sqrt {\tfrac {2-(-1)}{2}}}\\[0.3em]&={\sqrt {\tfrac {1}{2}}}+\mathrm {i} \cdot (+1)\cdot {\sqrt {\tfrac {3}{2}}}={\sqrt {2}}\cdot \left({\tfrac {1}{2}}+\mathrm {i} \cdot {\tfrac {1}{2}}{\sqrt {3}}\right)\end{aligned}}}
és a mellékérték
{\displaystyle w_{2}=-w_{1}={\sqrt {2}}\cdot \left(-{\tfrac {1}{2}}-\mathrm {i} \cdot {\tfrac {1}{2}}{\sqrt {3}}\right)}

## Négyzetgyökök a maradékosztály-gyűrűkben
Ha egy n természetes számra {\displaystyle n\geq 2,} akkor a négyzetgyökvonás definiálható modulo n. A valós és a komplex esethez hasonlóan a {\displaystyle \mathbb {Z} /n\mathbb {Z} } maradékosztály-gyűrűben is értelmes kérdés, hogy van-e olyan q maradékosztály, ami négyzetre emelve az x maradékosztályt adja:
{\displaystyle q^{2}\equiv x\;\mathrm {mod} \;n}
Az x maradékosztály négyzetgyökei modulo n kiszámíthatók így:
- Prímtényezős alakba írjuk az n számot
- Megoldjuk a kongruenciát a felbontásban szereplő minden prímhatványra
- Összevetjük ezeket a megoldásokat a kínai maradéktétel szerint.

### Prímszám modulus
A prímhatványokról a kongruencia visszavezethető több prím modulusú kongruencia megoldására.
Egy prím modulusra általában nincs minden maradékosztálynak négyzetgyöke. Például modulo 3 és x=2 esetén a kongruencia nem oldható meg, mert nincs négyzetszám, ami hárommal osztva kettőt ad maradékul. Ezért, ha p>2, akkor először ezt a kérdést kell megvizsgálnunk.
A kérdést az
{\displaystyle \left({\frac {x}{p}}\right)\equiv x^{\frac {p-1}{2}}\,{\bmod {\,}}p}
Legendre-szimbólum segít eldönteni, amire:
{\displaystyle \left({\frac {x}{p}}\right)={\begin{cases}-1,&{\text{ha }}x{\text{ nemkvadratikus maradék modulo }}p{\text{ ist}}\\0,&{\text{ha }}x{\text{ és }}p{\text{ nem relatív prímek }}\\1,&{\text{ha }}x{\text{ kvadratikus maradék modulo }}p{\text{ ist}}\end{cases}}}.
Ha x kvadratikus nemmaradék, akkor nincs négyzetgyöke. Ha x és p nem relatív prímek, akkor a megoldás a nulla maradékosztály. Végül, ha x kvadratikus maradék, akkor két négyzetgyöke van. Ezzel az esettel foglalkozunk a továbbiakban.
- p négyes maradéka három

Az x kvadratikus maradék két négyzetgyöke
{\displaystyle q\equiv \pm x^{\frac {p+1}{4}}\,{\bmod {\,}}p}
- p négyes maradéka egy

Az x kvadratikus maradék négyzetgyöke így számítható:
Választunk egy r számot, hogy:
{\displaystyle \left({\frac {r^{2}-4x}{p}}\right)=-1}
legyen.
Rekurzívan kiszámítjuk ezt a sorozatot:
{\displaystyle W_{n}={\begin{cases}r^{2}/x-2,&{\text{ ha }}n=1\\W_{n/2}^{2}-2,&{\text{ ha }}n{\text{ ps}}\\W_{(n+1)/2}W_{(n-1)/2}-W_{1},&{\text{ ha }}n>1{\text{ ptlan}}\end{cases}}}.
Ekkor az x kvadratikus maradék négyzetgyökei:
{\displaystyle q\equiv \pm {\frac {x}{2r}}\left(W_{\frac {p-1}{4}}+W_{\frac {p+3}{4}}\right)\,{\bmod {\,}}p}
Példa: Legyen {\displaystyle x=3} és {\displaystyle p=37}!
Ekkor a fenti képlet alapján a négyzetgyökök
{\displaystyle q\equiv \pm {\frac {x}{2r}}\left(W_{9}+W_{10}\right){\bmod {3}}7}
Próbálgatással egy megfelelő {\displaystyle r} érték {\displaystyle r=2}, mivel:
{\displaystyle \left({\frac {r^{2}-4x}{p}}\right)\equiv (r^{2}-4x)^{\frac {p-1}{2}}\equiv (-8)^{18}\equiv 36\equiv -1{\bmod {3}}7}
A {\displaystyle W_{9}} és {\displaystyle W_{10}} értékekre adódik, hogy:
{\displaystyle {\begin{matrix}W_{1}&\equiv &r^{2}/x-2&\equiv &4/3-2&\equiv &24&{\bmod {3}}7\\W_{2}&\equiv &W_{1}^{2}-2&\equiv &24^{2}-2&\equiv &19&{\bmod {3}}7\\W_{3}&\equiv &W_{1}W_{2}-W_{1}&\equiv &24\cdot 19-24&\equiv &25&{\bmod {3}}7\\W_{4}&\equiv &W_{2}^{2}-2&\equiv &19^{2}-2&\equiv &26&{\bmod {3}}7\\W_{5}&\equiv &W_{2}W_{3}-W_{1}&\equiv &19\cdot 25-24&\equiv &7&{\bmod {3}}7\\W_{9}&\equiv &W_{4}W_{5}-W_{1}&\equiv &26\cdot 7-24&\equiv &10&{\bmod {3}}7\\W_{10}&\equiv &W_{5}^{2}-2&\equiv &7^{2}-2&\equiv &10&{\bmod {3}}7\\\end{matrix}}}
Behelyettesítéssel
{\displaystyle q\equiv \pm {\frac {x}{2r}}\left(W_{9}+W_{10}\right)\equiv \pm {\frac {3}{4}}(10+10)\equiv \pm 15{\bmod {3}}7.}
Tehát 3 négyzetgyökei modulo 37 15 és 22 modulo 37.

## Mátrixok négyzetgyökei
Ha {\displaystyle A} négyzetes mátrix, akkor négyzetgyöke minden {\displaystyle B} mátrix, melyet önmagával szorozva az {\displaystyle A} mátrixot kapjuk:
{\displaystyle A=B\cdot B\Leftrightarrow B{\text{ ist Wurzel von }}A}
A gyökvonás a többi esethez hasonlóan nem egyértelmű. Azonban, ha pozitív definit szimmetrikus mátrixok pozitív definit szimmetrikus gyökét keressük, akkor a válasz egyértelmű.
A négyzetgyök kiszámítása:
- A radikandust ortogonális mátrixszal diagonizáljuk (spektráltétel miatt lehetséges).
- Az átlós elemekből négyzetgyököt vonunk, mindig a pozitív értéket választva. Lásd: Cholesky-felbontás
- Visszatérünk az eredeti bázisba.

Az egyértelműség következik abból, hogy az exponenciális leképezés diffeomorfizmus a szimmetrikus mátrixok vektorterében a pozitív definit mátrixokra.

## Integráloperátor közelítésének négyzetgyöke
Legyen {\displaystyle G} integrálfüggvény, és legyen {\displaystyle G,\,g_{i}:=g(x_{i})}, ahol az {\displaystyle x_{i}} pontokra {\displaystyle x_{i}=i\Delta x} és {\displaystyle i=0,1,\dotsc ,n-1}. Legyen továbbá {\displaystyle F,\,f_{i}:=f(x_{i})} függvény, és használjuk az {\displaystyle G=FI} közelítést! Példánkban a mátrix mérete {\displaystyle n=4}:
{\displaystyle G=FI={\begin{pmatrix}g_{0}&g_{1}&g_{2}&g_{3}\\0&g_{0}&g_{1}&g_{2}\\0&0&g_{0}&g_{1}\\0&0&0&g_{0}\end{pmatrix}}={\begin{pmatrix}f_{0}&f_{1}&f_{2}&f_{3}\\0&f_{0}&f_{1}&f_{2}\\0&0&f_{0}&f_{1}\\0&0&0&f_{0}\end{pmatrix}}{\begin{pmatrix}\Delta x&\Delta x&\Delta x&\Delta x\\0&\Delta x&\Delta x&\Delta x\\0&0&\Delta x&\Delta x\\0&0&0&\Delta x\end{pmatrix}}}
Ez a művelet megismételhető, így kapjuk a {\displaystyle H,\,h_{i}:=h(x_{i})} kettős integrált:
{\displaystyle H=GI=FII=FI^{2}}
így az {\displaystyle I} mátrix felfogható numerikusan közelített integráloperátorként. Az {\displaystyle I} mátrix nem diagonizálható, és Jordan-normálformája:
{\displaystyle {\begin{pmatrix}\Delta x&1&0&0\\0&\Delta x&1&0\\0&0&\Delta x&1\\0&0&0&\Delta x\end{pmatrix}}}
Ebből négyzetgyököt úgy lehet vonni, mint nem diagonizálható mátrixokból. De ebben a speciális esetben van közvetlenebb formális megoldás:
{\displaystyle I^{\beta }={\begin{pmatrix}\alpha _{0}&\alpha _{1}&\alpha _{2}&\alpha _{3}\\0&\alpha _{0}&\alpha _{1}&\alpha _{2}\\0&0&\alpha _{0}&\alpha _{1}\\0&0&0&\alpha _{0}\end{pmatrix}}}
ahol {\displaystyle \alpha _{0}=(\Delta x)^{\beta }}, {\displaystyle \alpha _{k}=\sum _{j=1}^{k}{\frac {\Gamma (\beta +1)(-1)^{j+1}\alpha _{k-j}}{\Gamma (j+1)\Gamma (\beta -j+1)}}} és {\displaystyle k=1,2,\dotsc ,n-1}.
Itt {\displaystyle \alpha } a diagonális indexe (a főátlóé nulla), és a {\displaystyle \beta } kitevő {\displaystyle {\tfrac {1}{2}}}. Hogyha behelyettesítjük a {\displaystyle \Delta x} pozitív valós számot, így {\displaystyle (\Delta x)^{\frac {1}{2}}} valós, és fdefiníciója alapján pozitív.
Így az {\displaystyle f(x)} {\displaystyle L,\,l_{i}:=l(x_{i})} „fél” határozott integrálja numerikusan közelíthető: 
{\displaystyle L=FI^{\beta }={\begin{pmatrix}l_{0}&l_{1}&l_{2}&l_{3}\\0&l_{0}&l_{1}&l_{2}\\0&0&l_{0}&l_{1}\\0&0&0&l_{0}\end{pmatrix}}={\begin{pmatrix}f_{0}&f_{1}&f_{2}&f_{3}\\0&f_{0}&f_{1}&f_{2}\\0&0&f_{0}&f_{1}\\0&0&0&f_{0}\end{pmatrix}}{\begin{pmatrix}\alpha _{0}&\alpha _{1}&\alpha _{2}&\alpha _{3}\\0&\alpha _{0}&\alpha _{1}&\alpha _{2}\\0&0&\alpha _{0}&\alpha _{1}\\0&0&0&\alpha _{0}\end{pmatrix}}}
Hogyha keressük az összes olyan operátort, ami önmagával szorozva az {\displaystyle I} közelítő integráloperátort adja, akkor be kell tenni a negatív előjelet, így a két megoldás {\displaystyle \pm I^{\frac {1}{2}}}.
A levezetéshez invertálni kell {\displaystyle I}-t, azt eredményt a {\displaystyle \beta } hatványra emelni, és újra invertálni.

## Fordítás
Ez a szócikk részben vagy egészben  a   Quadratwurzel című német Wikipédia-szócikk fordításán alapul.  Az eredeti cikk szerkesztőit annak laptörténete sorolja fel. Ez a jelzés csupán a megfogalmazás eredetét és a szerzői jogokat jelzi, nem szolgál a cikkben szereplő információk forrásmegjelöléseként.